# Гуд'їр-Вілледж (Аризона)
Гуд'їр-Вілледж (англ. Goodyear Village)  також Валін Дак (оодхам Valin Dak)— переписна місцевість (CDP) в США, в окрузі Пінал штату Аризона. Населення — 463 особи (2020).

## Географія
Гуд'їр-Вілледж розташований за координатами 33°11′50″ пн. ш. 111°52′21″ зх. д. / 33.19722° пн. ш. 111.87250° зх. д. (33.197325, -111.872390).  За даними Бюро перепису населення США в 2010 році переписна місцевість мала площу 8,69 км², уся площа — суходіл.

## Демографія
Згідно з переписом 2010 року, у переписній місцевості мешкало 457 осіб у 110 домогосподарствах у складі 91 родини. Густота населення становила 53 особи/км².  Було 121 помешкання (14/км²).
Расовий склад населення:
| - 91,0 % — корінних американців - 5,5 % — білих - 0,9 % — чорних або афроамериканців - 0,2 % — азіатів |

До двох чи більше рас належало 2,0 %. Частка іспаномовних становила 25,6 % від усіх жителів.
За віковим діапазоном населення розподілялося таким чином: 40,9 % — особи молодші 18 років, 53,4 % — особи у віці 18—64 років, 5,7 % — особи у віці 65 років та старші. Медіана віку мешканця становила 22,4 року. На 100 осіб жіночої статі у переписній місцевості припадало 88,1 чоловіків;  на 100 жінок у віці від 18 років та старших — 81,2 чоловіків також старших 18 років.
Середній дохід на одне домашнє господарство  становив 23 806 доларів США (медіана — 22 361), а середній дохід на одну сім'ю — 22 849 доларів (медіана — 18 750). За межею бідності перебувало 52,1 % осіб, у тому числі 51,9 % дітей у віці до 18 років та 71,4 % осіб у віці 65 років та старших.
Цивільне працевлаштоване населення становило 96 осіб. Основні галузі зайнятості: мистецтво, розваги та відпочинок — 63,5 %, освіта, охорона здоров'я та соціальна допомога — 18,8 %, оптова торгівля — 12,5 %.